# Рідинне дихання
Рідинне дихання, рідинна вентиляція легень — дихання за допомогою  рідини, яка добре розчиняє кисень.
Рідинне дихання передбачає заповнення  легень рідиною, насиченою розчиненим киснем, який проникає у кров. Найвідповіднішими речовинами для цієї мети розглядаються перфторвуглецеві сполуки, які добре розчиняють кисень і вуглекислий газ, мають низькний поверхневий натяг,  хімічну інертність, не  метаболізуються в організмі.
Часткова рідинна вентиляція легень зараз знаходиться в стадії  клінічних випробувань при різних порушеннях дихання. Розроблено кілька способів рідинної вентиляції легень, у тому числі вентиляції з допомогою парів та  аерозолів  перфторвуглецю. Повна рідинна вентиляція легень полягає у повному заповненні легень рідиною. Експерименти з повної рідинної вентиляції легенів проводилися на тваринах у 70-80-ті роки XX століття у СРСР та США, проте досі не вийшли з цієї стадії. Це пов'язано з тим, що вивчені сполуки, придатні для рідинної вентиляції легенів, мають ряд недоліків, які значно обмежують їх придатність.
Передбачається, що рідинне дихання може бути використано при глибоководних зануреннях,  космічних польотах, як один із засобів у комплексній терапії деяких  хвороб.
Арнольд Ланде, відставний американський хірург, який спеціалізувався на серці та легенях, запатентував підводний костюм, який дозволить людям дихати «рідким повітрям». Щось подібне було показано у фільмі  Джеймса Кемерона «Безодня», і згадувалося у книжці Дена Брауна «Втрачений Символ». 
В фільмі "Облівіон" (Світ забуття) також згадується наявність рідини для дихання в капітана корабля коли той прибув на поверхню Землі після анабіозу.